# Riccardo Divora
Riccardo Divora (født 22. december 1908, død 10. januar 1951) var en italiensk roer, som deltog i OL 1932 i Los Angeles.
Divora deltog ved OL 1932 i firer med styrmand sammen med Bruno Vattovaz, Giovanni Plazzer, Bruno Parovel og Giovanni Scher (styrmand). Blot syv både deltog i konkurrencen, og italienerne kvalificerede sig til finalen ved at vinde deres indledende heat over blandt andet den tyske båd. I finalen var tyskerne stærkere, og de kæmpede længe med italienerne om at ligge forrest. Til sidst måtte italienerne se tyskerne vinde guldet 0,2 sekunder foran, mens italienerne var langt foran polakkerne på tredjepladsen.